# Eduard Reiss (Mediziner)
Eduard Reiss (* als Hermann Moritz Eduard Reiss am 31. August 1878 in Frankfurt am Main; † 5. Mai 1957 in Mammern im Kanton Thurgau) war ein deutsch-schweizerischer Psychiater.

## Leben
Eduard Reiss war der Sohn des vermögenden Frankfurter Rechtsanwalts und Mäzens Justizrat Paul Reiss und seiner Ehefrau Ida Fanny geborene Goedecke. Er studierte ab 1896 Medizin an der Universität Göttingen und promovierte zum Dr. med. In Göttingen wurde er wie sein Vater und später auch sein Bruder Adolf Reiss Mitglied des Corps Hannovera.
Nach Assistenzarzttätigkeiten in der pathologischen Anatomie der Universität Marburg, sowie in der Psychiatrie der Universitätskliniken von Tübingen (u. a. Arbeiten über affektive Psychosen) habilitierte sich Eduard Reiss bei Robert Gaupp und wurde 1917 außerordentlicher Professor in Tübingen. 1924 wurde er als Nachfolger von Sigbert Ganser zum Ärztlichen Direktor der Psychiatrischen Abteilungen des Stadtkrankenhauses Dresden-Johannstadt berufen. In den 1920ern beschäftigte Reiss sich auch mit dem Zeitphänomen der Inflationsheiligen.
1933 emigrierte er nach Zürich in die Schweiz, nicht nur, weil er als „Halbjude“ galt, sondern vor allem, „weil er sehr früh erkannt hat, was man ihm zumuten würde, nämlich Sterilisation [...] von Leuten, die keine Kinder bekommen sollten“ auf der Grundlage des Gesetzes zur Verhütung erbkranken Nachwuchses vom 14. Juli 1933. In der Schweiz begann er, verstärkt in seinem Fachgebiet zu publizieren, und veröffentlichte zahlreiche Aufsätze in Fachzeitschriften.
Mit seiner Ehefrau Gerta Hofmann aus Stuttgart hatte er eine Tochter.